# Sabato notte/Quando c'incontriamo
Sabato notte/Quando c'incontriamo è il 43º singolo discografico di Mina, nel 1961 dall'etichetta Italdisc.

## Storia
Entrambi i brani sono presenti nell'antologia su CD Ritratto: I singoli Vol. 2 del 2010 che raccoglie tutti i singoli pubblicati fino al 1964. Ha un'unica copertina ufficiale Archiviato il 6 marzo 2023 in Internet Archive..
Sabato notte è la sigla finale della prima edizione del varietà televisivo Studio Uno del 1961, trasmesso dal 21 ottobre fino a fine anno dal Programma Nazionale della RAI. Bruno Canfora era il direttore musicale e d'orchestra dello spettacolo, Mina la conduttrice.

Il video della sigla (durata 2:37) è disponibile sul DVD Gli anni Rai 1959-1962 Vol. 10, ultimo volume di un cofanetto monografico pubblicato da Rai Trade e GSU nel 2008.
Il 25 giugno 1966 per l'ultima puntata in assoluto dello stesso show, Mina canta un pezzetto del brano in un medley dedicato a Bruno Canfora, con tutti pezzi di cui il maestro è autore e arrangiatore, in questo caso anche direttore della sua orchestra che accompagna l'artista. La sequenza filmata si trova in Gli anni Rai 1966-1967 Vol. 7 e sul CD audio I miei preferiti (Gli anni Rai) del 2014.
Nel brano inserito nell'album ufficiale Renato del 1962, l'arrangiamento è di Piero Gosio.
È tra le venti canzoni il cui testo ha maggiormente influenzato il pubblico e il costume italiano durante gli anni sessanta.
Quando c'incontriamo fa invece parte dell'album ufficiale Moliendo café del 1962.
In questa canzone Mina è accompagnata da Tony De Vita con la sua orchestra.

## Tracce
Lato A
1. Sabato notte – 2:39 (testo: Dino Verde – musica: Bruno Canfora; edizioni musicali Curci)

Lato B
1. Quando c'incontriamo – 3:00 (testo: Gian Carlo Testoni – musica: Vittorio Buffoli; edizioni musicali Peer)